# Сасим Олександр Іванович
Олександр Іванович Сасим (2 вересня 1925 р., м. Конотоп, Сумська область, УРСР — 2012) — радянський, український лікар-хірург. Народний лікар СРСР (1985). Лауреат Державної премії СРСР (1991). Почесний громадянин міста Черкаси.

## Життєпис
Народився 2 вересня 1925 р. у Конотоп (тепер Сумська область). Учасник Друга світова війна.
У 1955 р. закінчив Київський медичний інститут. Завідуючий хірургічним відділенням Черкаська обласна лікарня.
За роки роботи вніс великий вклад у розбудову хірургії в області. Один з ініціаторів створення спеціалізованих центрів хірургії: опіковий, торакальний, проктологічний, дитячий та судинної хірургії. Один з перших у Черкаська область проводив органозбережувальні операції.

## Нагороди
- Народний лікар СРСР (1985);
- Державна премія СРСР (1991);
- Почесна відзнака Президент України (1995);
- Орден Вітчизняної війни І ступеня;
- Медаль «За відвагу» (СРСР);
- Пам'ятний знак «За заслуги перед містом Черкаси» ІІ ступеня (1998);
- Почесний громадянин Черкас.